# Ostrów Tumski
Ostrów Tumski je naziv za najstariji dio grada Wroclawa koji se nalazi u jugozapadnoj Poljskoj. To je otok (poljski: ostrów) između rukavaca rijeke Odre. 
Arheološka iskapanja su pokazala da je zapadni dio Ostrowa Tumskog koji se nalazi između crkve svetog Martina i crkve svetog Križa bio prvi naseljeni dio ovog grada. Drvena crkva svetog Martina datira iz 9. stoljeća i bila je okružena obrambenim zidinama izgrađenima na obali rijeke. Otok je u to vrijeme imao 1500 stanovnika.
Prve građevine koje su na ovom otoku nikle su 10. stoljeću, a dala ih je izgraditi dinastija Pjastovića. Prva zgrada od nekog čvrstog materijala, t.j. kamena, bila je kapela svetog Martina. Sagradili su ju benediktinci na početku 11. stoljeća. Poljski kralj Boleslav I. Hrabri je porušio 1163. manji dio ovog mjesta. Poslije ga je izabrao za svoje sjedište te ga je obnovio u rimskoms stilu. Godine 1315. otok je predan u ruke Crkvi. Na Ostrówu Tumskom je sagrađena Wroclavska katedrala.